# Бориня
Бо́риня — селище, центр Боринської селищної громади, в Карпатах, на Бойківщині, Самбірського району Львівської області України. До селища примикає хутір Штуковець. У 1940—1959 рр було центром Боринського району Дрогобицької області.

## Географія
У селищі потоки Кривуля та Намастерський впадають у потік Бориню.

## Населення

### Мова
Розподіл населення за рідною мовою за даними перепису 2001 року:
| Мова       | Кількість | Відсоток |
| ---------- | --------- | -------- |
| українська | 1614      | 99.20%   |
| російська  | 9         | 0.56%    |
| болгарська | 2         | 0.12%    |
| білоруська | 1         | 0.06%    |
| німецька   | 1         | 0.06%    |
| Усього     | 1627      | 100%     |

## Історія

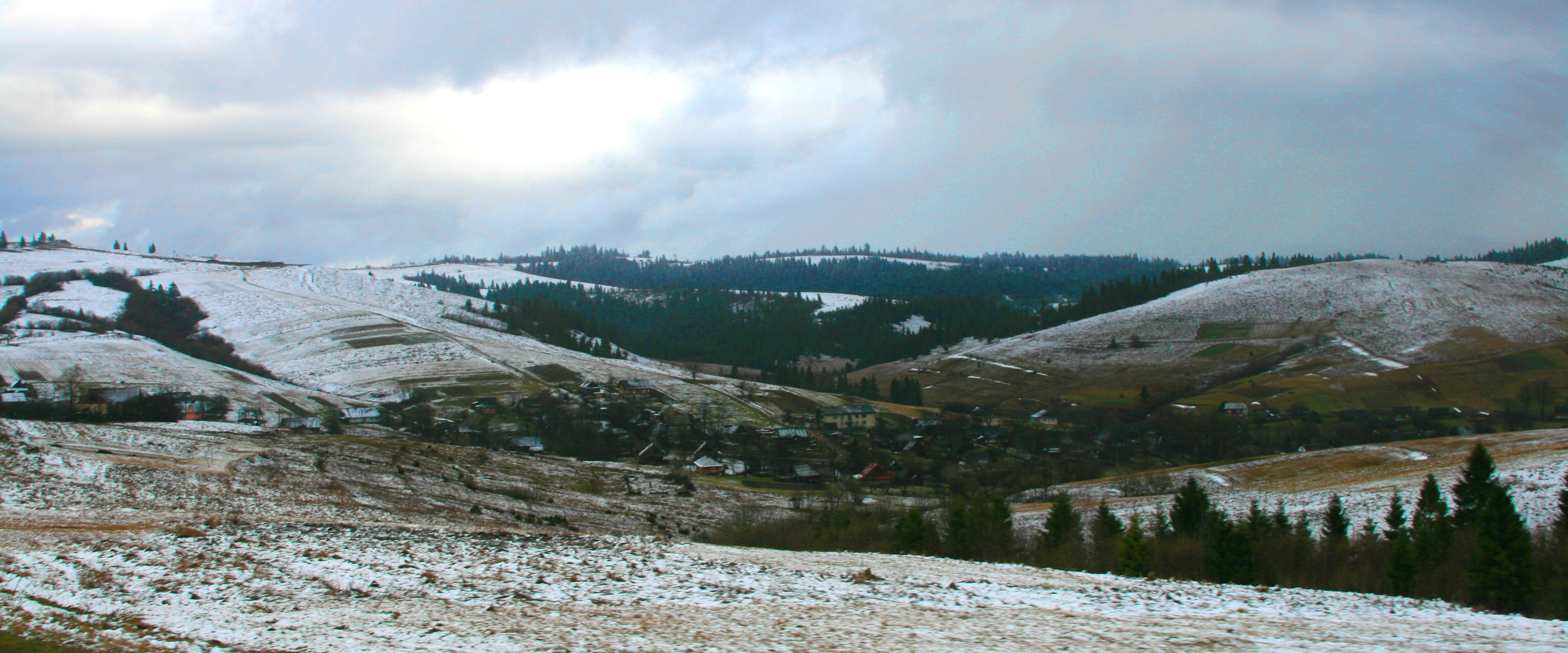
Вигляд на селище Бориню та довколишні гори

Перші письмові згадки про Бориню датовано 1552 роком, коли поселення стало власністю роду Височанських. Про те, що тут і раніше існувало поселення, свідчать знайдені в 1870-х рр. римські монети часів імператора Траяна.
Згідно з ревізією 1692 року у селі було 30 халупників. Кількість осілих дворів була 30.

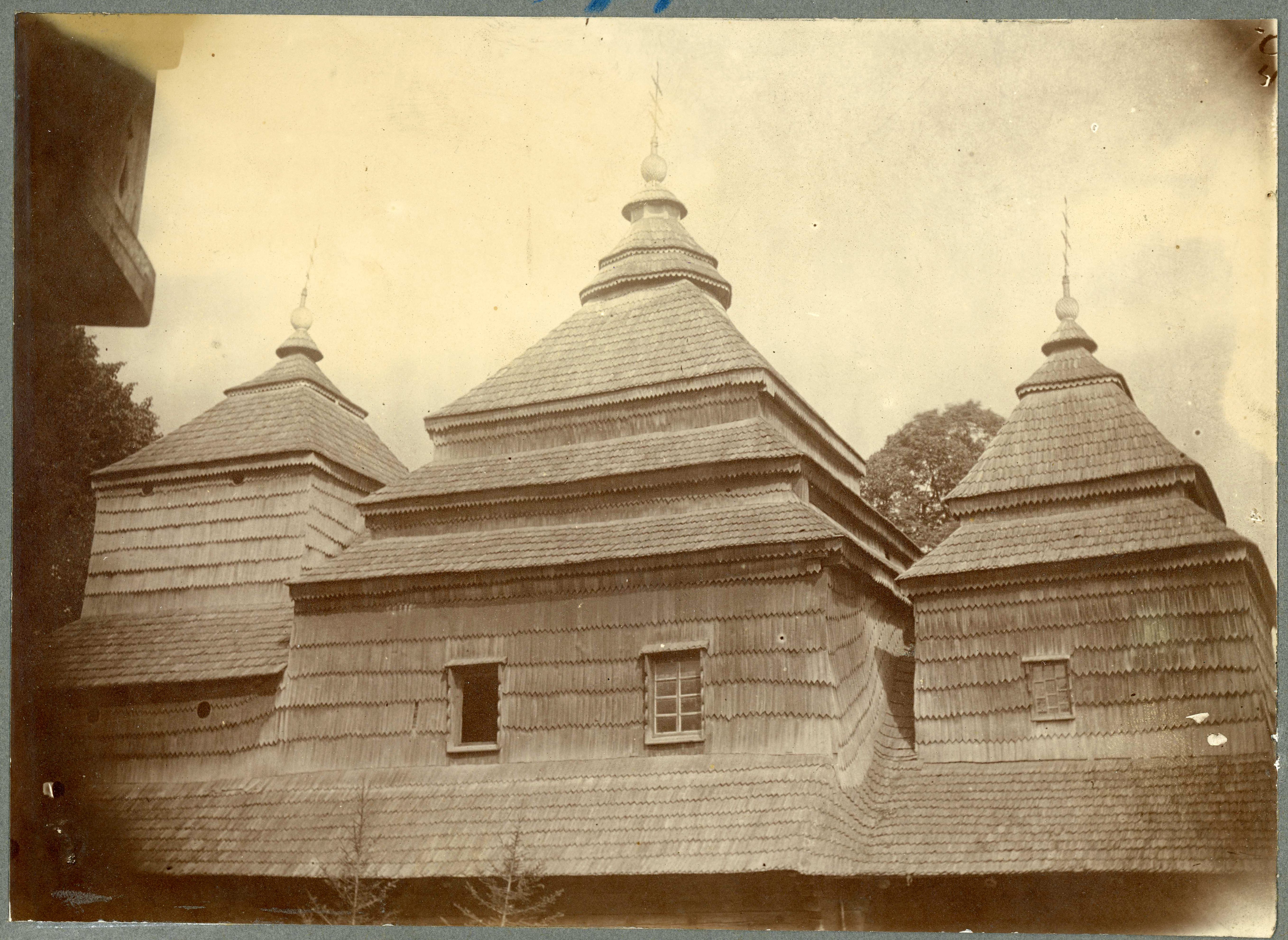
Давня церква у Борині yf фото 1909 р.

Люди бунтували проти шляхти в часи Речі Посполитої: 1696 року Вишенський сеймик Руського воєводства наголошував, що через активізацію селян панам у Борині залишатись небезпечно. До села скеровували каральні загони, щоб придушити опір.

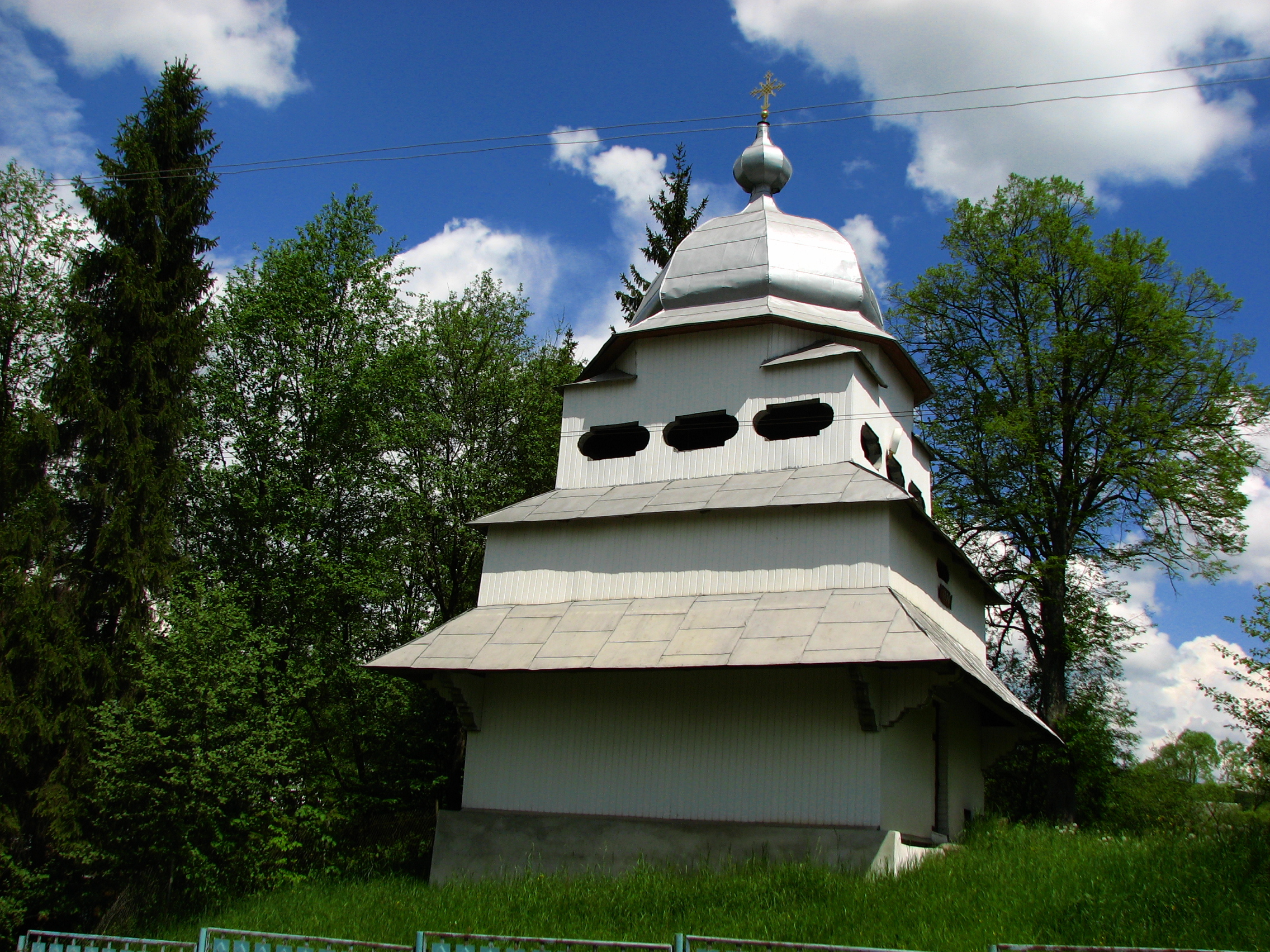
Дзвіниця церкви Святого Духа (ПЦУ).

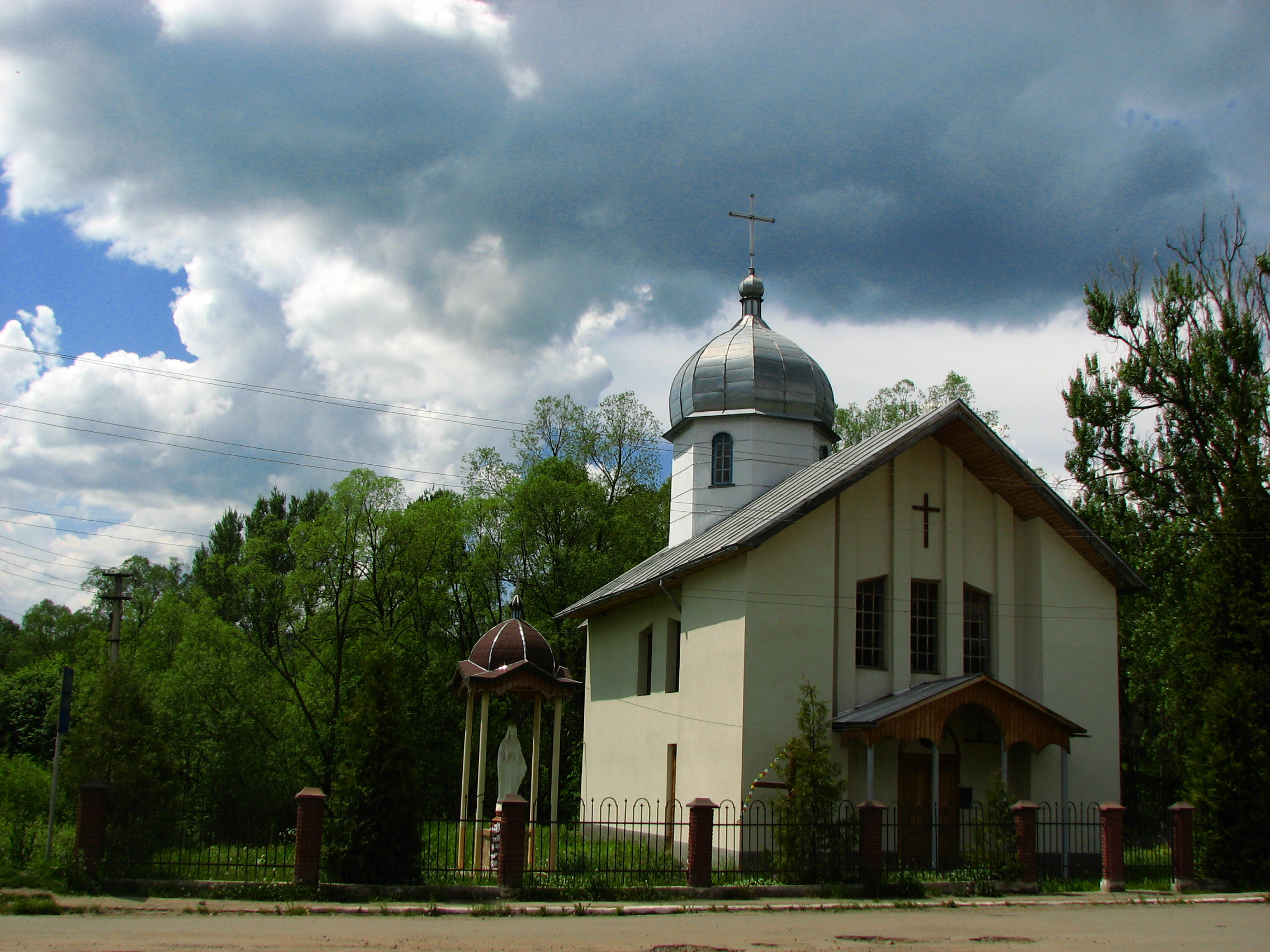
Церква архистратига Михаїла (УГКЦ).

Під польською окупацією 1937 року в Борині вибухнув страйк лісозаготівельників.
У 1939 р. — 2520 мешканців (1720 українців, 300 поляків, 350 євреїв і 150 німців).
У радянсько-німецькій війні брали участь 98 боринців, 36 з них загинули. У центрі селища є братська могила з прахом 80 бійців, серед яких є й енкаведисти, що боролися з УПА. 1970 року на цьому місці споруджено пам'ятника.
У 1940–1959 рр. Бориня була районним центром тодішньої Дрогобицької області. 28 вересня 1944 року радянські війська повторно зайняли районний центр Бориня Дрогобицької області.
Статус селища отримала 1981 року.
Цікаво, що Бориня має свою Колонію — так називається верхня частина селища, де колись (від 1780 р.) до 1940 р. мешкали німці-колоністи. У ХІХ ст. тут була споруджена синагога, а наприкінці цього ж століття — римо-католицький костел (не збереглися до сьогодні).

## Церкви
Опосередкована згадка про церкву, яка вже існувала в Борині, походить від 1563 року. Наступна дерев'яна збудована 1746 року. Мурована церква Зіслання Святого Духа (Пресвятої Євхаристії) походить із 1912 року. Споруджена за проектом львівського архітектора Олександра Лушпинського. Має деякі риси романського стилю. Орієнтована вівтарем на північ, хрещата в плані. Розташована в центрі селища. Тепер належить ПЦУ.
Муровану церкву святого архангела Михаїла почали будувати як костел 1939 року за проектом львівського архітектора Вавжинця Дайчака. Але її так і не завершили. По війні перебудоване приміщення пристосували під селищний кінотеатр. А 2002 року розпочали переобладнувати приміщення під церкву. Реконструкцію завершено 2004 року.

## Пам'ятки
У селищі та його околицях збереглося чимало автентичних бойківських дерев'яних будиночків, що оздоблені поздовжніми смугами. Деякі з них мають солом'яну покрівлю, більшість покрито бляхою чи шифером.

## Господарство
У радянські часи працювала тракторна й дві хліборобські бригади, молочна ферма колгоспу «Світанок», хлібзавод сільспоживспілки, Турківське лісництво, швацька та взуттєва фабрики, будинок побуту, 19 крамниць.
У селищі розміщено офіс регіонального ландшафтного парку «Надсянський».

## Соціальна сфера
У селищі діє дитсадок, середня школа, філія Турківської музичної школи, народний дім (на 250 місць), кінотеатр (150 місць), бібліотека, лікарня (90 ліжок), поліклініка, дитяча консультація, пункт швидкої допомоги, поштове відділення.
Щоп'ять років боринці беруть активну участь у Бойківських фестинах, куди з'їжджаються бойки з усіх куточків не лише України, а й усього світу.

### Професійний ліцей народних промислів і ремесел
Заклад відкрився 21 вересня 1965 року як міське професійно-технічне училище № 50 за наказом № 166к головного управління трудових ресурсів при Раді Міністрів СРСР. Навчальну установу тоді розмістили у старому будинку, пристосованому для навчання.
У 1968 році Боринське міське професійно-технічне училище № 50 перейменовано у сільське професійно-технічне училище № 6. У 1976 році училище перейшло на підготовку висококваліфікованих робітників з середньою освітою. За два роки Боринське СПТУ-№ 6 перейменовано в СПТУ-40.
А 1984 року через реорганізацію СПТУ-40 знову перейменовано в СПТУ-№ 78. За часи незалежної України, вже 1997 року заклад став Боринською філією ПТУ № 51. У 2003 році училище реорганізовано в Боринський професійний ліцей народних промислів і ремесел, заклад має ІІ рівень атестації.
У навчальному закладі за державним замовленням навчають барменів, кухарів, лісників, малярів, мулярів, різальників по дереву та бересті, столярів та будівельних столярів, а також штукатурів. Навчання відбувається у двоповерховому приміщенні по вулиці Вояків УПА, 1. Також до послуг учнів — п'ятиповерховий гуртожиток.
При ліцеї діє хор і гуртки: вокальний, вокально-інструментальний, літературно-драматичний, троїсті музики. Також працюють і технічні гуртки: «Інформаційні технології», «Різьбяр», «Столяр-конструктор», «Червонодеревець», «Умілі руки», «Молода господиня», різноманітні спортивні секції.

## Персоналії

### В селі народилися
- Брилинський Юрій Богданович (1942) — український актор, народний артист України.
- Глиджук Михайло — начальник суду в Борині, посол до Галицького сейму 8-го скликання.[8]
- Ленівський Руслан Володимирович — український правник